# Boornsterhem
Boornsterhem, vanaf 1985 officieel Boarnsterhim (Fries, [bṷa:ⁿstr’hɪm], uitspraakⓘ), is een voormalige gemeente in de Nederlandse provincie Friesland. De gemeente had 19.391 inwoners (bron: gemeentegids 2012-2013) en een oppervlakte van 168,59 km², waarvan 14,66 km² water. De gemeente, aanvankelijk onder de vernederlandste naam Boornsterhem, werd gevormd door een gemeentelijke herindeling op 1 januari 1984, en is met ingang van 1 januari 2014 opgeheven en opgedeeld tussen Leeuwarden, Heerenveen, Súdwest-Fryslân en de nieuwe gemeente De Friese Meren.

## Geschiedenis
De gemeente Boornsterhem werd na de gemeentelijke herindeling op 1 januari 1984 gevormd door een samenvoeging van de voormalige gemeenten Idaarderadeel, Rauwerderhem en een groot deel van Utingeradeel.
Bij de oprichting was het een 'overblijfgemeente', bestaande uit het gebied dat overbleef bij de Friese gemeentelijke herindeling, waarbij het aantal gemeenten terug werd gebracht van 44 naar 31. Vanaf het begin vormde de gemeente dan ook geen eenheid, hetgeen zich manifesteerde in zwak bestuur. Daarbij had de gemeente een slechte financiële positie, die in 2009 leidde tot het aftreden van het college van burgemeester en wethouders, en het aanvragen van de artikel 12-status (ondercuratelestelling door de rijksoverheid).

## Naam
De naam van de gemeente verwijst naar de rivier de Boorne (De Boarn). In augustus 1979 werd de naam Boarnsterhim genoemd in een rapport van Gedeputeerde Staten over de Friese herindeling van 1984.
In 1980 dook de naam Boornsterhem op in een advies van een KNAW-commissie om de gemeentenamen niet in het Fries vast te stellen, maar in de eerste plaats Nederlands, met eventueel in het dagelijks leven een vertaling in het Fries. De toenmalige minister van Binnenlandse Zaken, Hans Wiegel, nam dit advies over.
De nieuwe gemeente kreeg bij de start in 1984 inderdaad de naam Boornsterhem, maar na veel discussies was intussen besloten dat gemeenten zelf hun naam mochten wijzigen. In januari 1984 maakte de kersverse gemeenteraad van Boornsterhem meteen gebruik van dit recht: hij besloot om de Friese vorm Boarnsterhim aan te nemen als de officiële naam. Per 3 januari 1985, een jaar na het raadsbesluit, ging deze wijziging in.

## Opheffing
Op 7 september 2009 publiceerde gemeente Boornsterhem een onderzoek dat door een extern bureau was uitgevoerd en dat stelde dat de gemeente sinds de oprichting nooit een eenheid heeft weten te vormen, hetgeen door zowel gemeentebestuur als inwoners werd onderschreven. De gemeente besloot daarop dat het beter zou zijn als de gemeente werd opgeheven en opgedeeld. Hierop startten onderhandelingen over welk dorp bij welke gemeente gevoegd zou gaan worden. Uiteindelijk werd beslist dat de gemeente verdeeld zou worden over 4 buurgemeenten (Leeuwarden, Heerenveen, De Friese Meren en Súdwest-Fryslân). Deze herindelingsoperatie vond plaats op 1 januari 2014, waarmee de gemeente officieel werd opgeheven.
Voor de verdeling van de kernen zie onderstaand staatje bij kernen.

## Kernen
De gemeente Boornsterhem telde achttien officiële kernen (dorpen). De grootste plaats, waar ook het gemeentehuis stond, was Grouw (Grou). De gemeente voerde een beleid ten faveure van de Friestalige plaatsnamen. De plaatsnaamborden waren in de hele gemeente eentalig Fries. De Friese benamingen moeten daarom ook in alle officiële stukken gebruikt worden.

### Dorpen
Aantal inwoners per woonkern op 1 maart 2012:
| Nederlandse naam | Friese naam     | Inwoners | Gemeente sinds 2014 |
| ---------------- | --------------- | -------- | ------------------- |
| Grouw            | Grou            | 5646     | Leeuwarden          |
| Akkrum           | Akkrum          | 3416     | Heerenveen          |
| Warga            | Wergea          | 1660     | Leeuwarden          |
| Oldeboorn        | Aldeboarn       | 1467     | Heerenveen          |
| Irnsum           | Jirnsum         | 1292     | Leeuwarden          |
| Nes              | Nes             | 1113     | Heerenveen          |
| Roordahuizum     | Reduzum         | 1096     | Leeuwarden          |
| Wartena          | Warten          | 948      | Leeuwarden          |
| Terhorne         | Terherne        | 824      | De Friese Meren     |
| Rauwerd          | Raerd           | 628      | Súdwest-Fryslân     |
| Sijbrandaburen   | Sibrandabuorren | 380      | Súdwest-Fryslân     |
| Terzool          | Tersoal         | 359      | Súdwest-Fryslân     |
| Poppingawier     | Poppenwier      | 180      | Súdwest-Fryslân     |
| Deersum          | Dearsum         | 129      | Súdwest-Fryslân     |
| Idaard           | Idaerd          | 94       | Leeuwarden          |
| Friens           | Friens          | 89       | Leeuwarden          |
| Warstiens        | Warstiens       | 41       | Leeuwarden          |
| Aegum            | Eagum           | 28       | Leeuwarden          |

Bron: Gemeentegids Boarnsterhim 2012-2013

### Buurtschappen
| - Abbengawier (Abbenwier) - Angwier - Bernsterburen (Barnsterbuorren) - Birstum (Burstum) - De Wieren - Domwier - Engwerd (Ingwert) | - Flansum (Flânsum) - Gotum (Goattum) - Henshuizen (Jinshúzen) - Meskenwier - Naarderburen (Narderbuorren) - Oosterboorn (Easterboarn) - Oude Schouw (Aldskou) | - Pean - Poppenhuizen (Poppenhuzen) - Sorremorre (Soarremoarre) - Speers (Spears) - Tsienzerburen (Tsienserbuorren) - Warniahuizen (Warniahuzen) - Zuiderend (Suorein) |

## Politiek
De gemeenteraad van Boornsterhem bestond uit zeventien zetels. Hieronder staat de samenstelling van de gemeenteraad sinds 1998:
| Gemeentebelangen 2000 | 2  | 4  | 2  | 4  |
| FNP                   | 3  | 2  | 3  | 3  |
| PvdA                  | 5  | 5  | 7  | 3  |
| VVD                   | 3  | 3  | 2  | 2  |
| CDA                   | 3  | 3  | 3  | 2  |
| D66                   | -  | -  | -  | 2  |
| GroenLinks            | -  | -  | -  | 1  |
| Overigen              | 1  | -  | -  | -  |
| Totaal                | 17 | 17 | 17 | 17 |

## Bevolkingsontwikkeling
| 1990   | 1995   | 2000   | 2001   | 2002   | 2003   | 2004   |
| ------ | ------ | ------ | ------ | ------ | ------ | ------ |
| 17.710 | 17.847 | 18.268 | 18.591 | 18.736 | 18.989 | 19.118 |
| 2006   | 2009   | 2011   | 2012   | 2013   |        |        |
| 19.304 | 19.320 | 19.331 | 19.391 | 19.502 |        |        |

## Aangrenzende gemeenten
| Aangrenzende gemeenten | Aangrenzende gemeenten | Aangrenzende gemeenten | Aangrenzende gemeenten | Aangrenzende gemeenten |
| ---------------------- | ---------------------- | ---------------------- | ---------------------- | ---------------------- |
| Leeuwarden             |                        | Tietjerksteradeel      |                        | Smallingerland         |
|                        |                        |                        |                        |                        |
| Littenseradeel         | Opsterland             |                        |                        |                        |
|                        |                        |                        |                        |                        |
| Súdwest-Fryslân        |                        | Skarsterlân            |                        | Heerenveen             |